# Lo Rengar (Claramunt)
Lo Rengar és un paratge del terme municipal de Tremp, al Pallars Jussà, dins de l'antic terme de Fígols de Tremp.
Està situat al sud del poble de Claramunt, en el coster que des del poble davalla cap al barranc de la Vileta. Al límit sud de lo Rengar hi ha el Corral d'Aparici.